# Mariina skála
Mariina skála (też: Mariina vyhlídka, pol. Skała Marii, niem.Marienfels) – forma skalna na wzniesieniu (447 m n.p.m.) na Wyżynie Dieczyńskiej (czes. Děčínská vrchovina) w północnych Czechach.

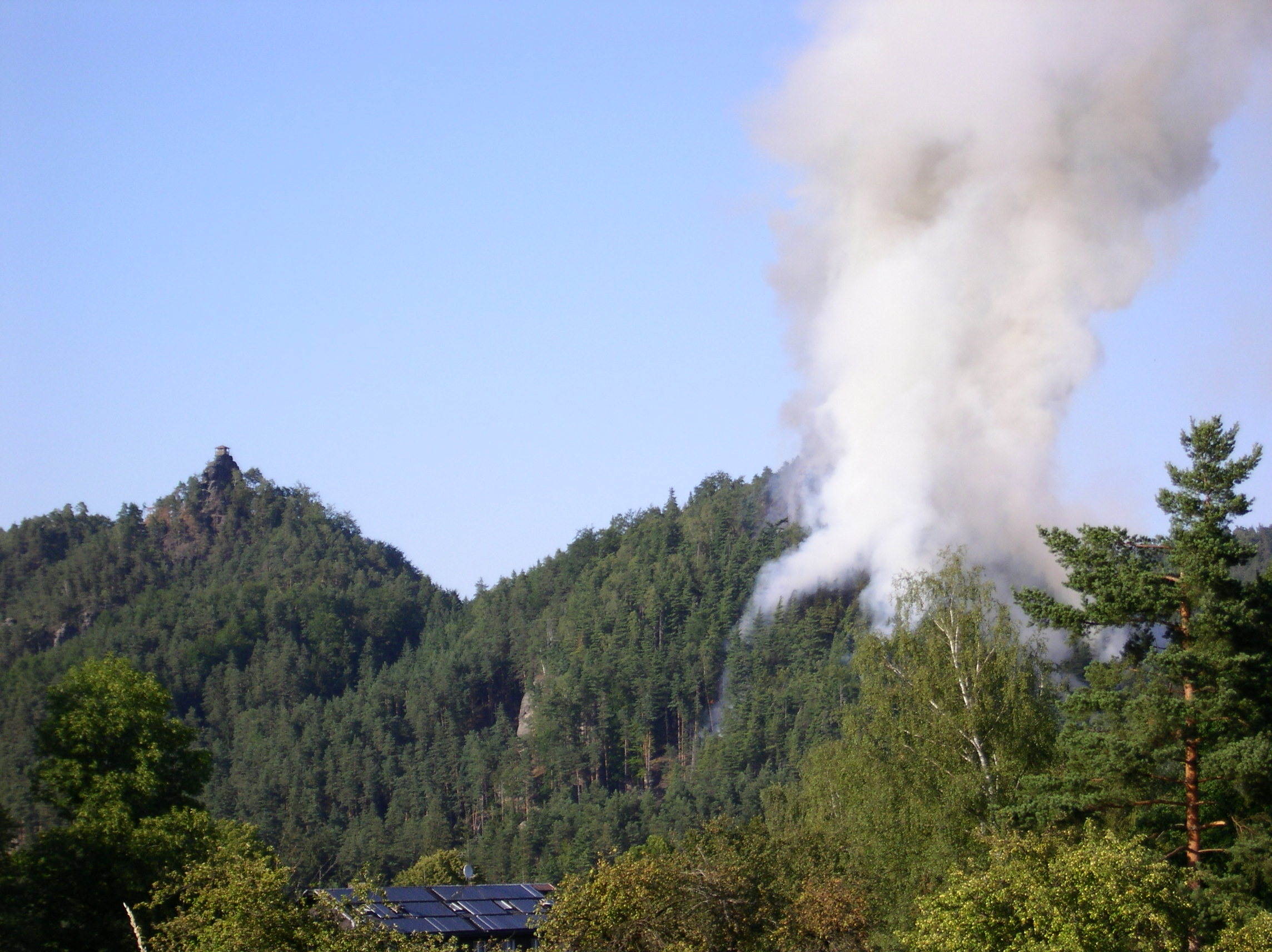
22.07.2006 r.-pożar lasu w pobliżu skały

## Położenie
Skała położona jest w północnych Czechach, na obszarze Parku Narodowego Czeska Szwajcaria (czes. NP České Švýcarsko), w północno-wschodniej części Wyżyny Dieczyńskiej, około 1,2 km na północny wschód od centrum miejscowości Jetřichovice w powiecie (okres) Děčín. Według czeskiego podziału wzniesienie należy do Podprowincji Krušnohorskiej.

## Opis
Malowniczy masyw piaskowcowy o wysokości 447 m n.p.m., zwieńczony trzema skalnymi iglicami, dominujący nad położoną u południowego podnóża miejscowością Jetřichovice. W najwyżej położonym miejscu, na szczycie skalnej turni, stoi drewniana altanka widokowa o powierzchni znacznie większej, niż powierzchnia skały służącej za podstawę. Domek, podtrzymywany przez stalowo-drewnianą konstrukcję, wystaje więc poza skałę. Z altanki rozciąga się wspaniały widok na okoliczne wzniesienia i leżącą poniżej turystyczną wieś Jetřichowice.
Skała z drewnianą altanką na szczycie stanowiła wcześniej jeden z symboli Parku Narodowego "Czeska Szwajcaria" (czes. NP České Švýcarsko).

## Historia
Początkowo skałę wykorzystywano do obserwacji terenu oraz stanowiła ona punkt obserwacji przeciwpożarowej dla straży leśnej. Z końcem XIX wieku skała stała się bardzo popularna jako atrakcja turystyczna, dzięki propagowaniu turystycznych walorów regionu przez władający tymi terenami ród Kinských. W 1856 roku książę Ferdinand Kinský polecił zbudować na wierzchołku skały prosty taras z balustradą i zadaszeniem, a jednocześnie skałę nazwał imieniem swojej żony księżnej Marii Anny Kinskiej (poprzednio skała nosiła nazwę Velký Ostrý). Skała z punktem widokowym i altanką została udostępniona turystom w 1856 r., kiedy ukończono budowę schodów o 240 stopniach prowadzących na szczyt. W późniejszych czasach prosty taras rozbudowano i powiększano do stanu obecnej altanki. Miejsce to nawiedzały pożary. Drewniany domek na szczycie skały 9 września 2005 roku zniszczył pożar. W lipcu 2006 roku na szczycie postawiono nową drewnianą altanę. W okolicy skały 22-23 lipca 2006 roku spłonęło 20 ha sosnowego lasu.